# Poche gutturale

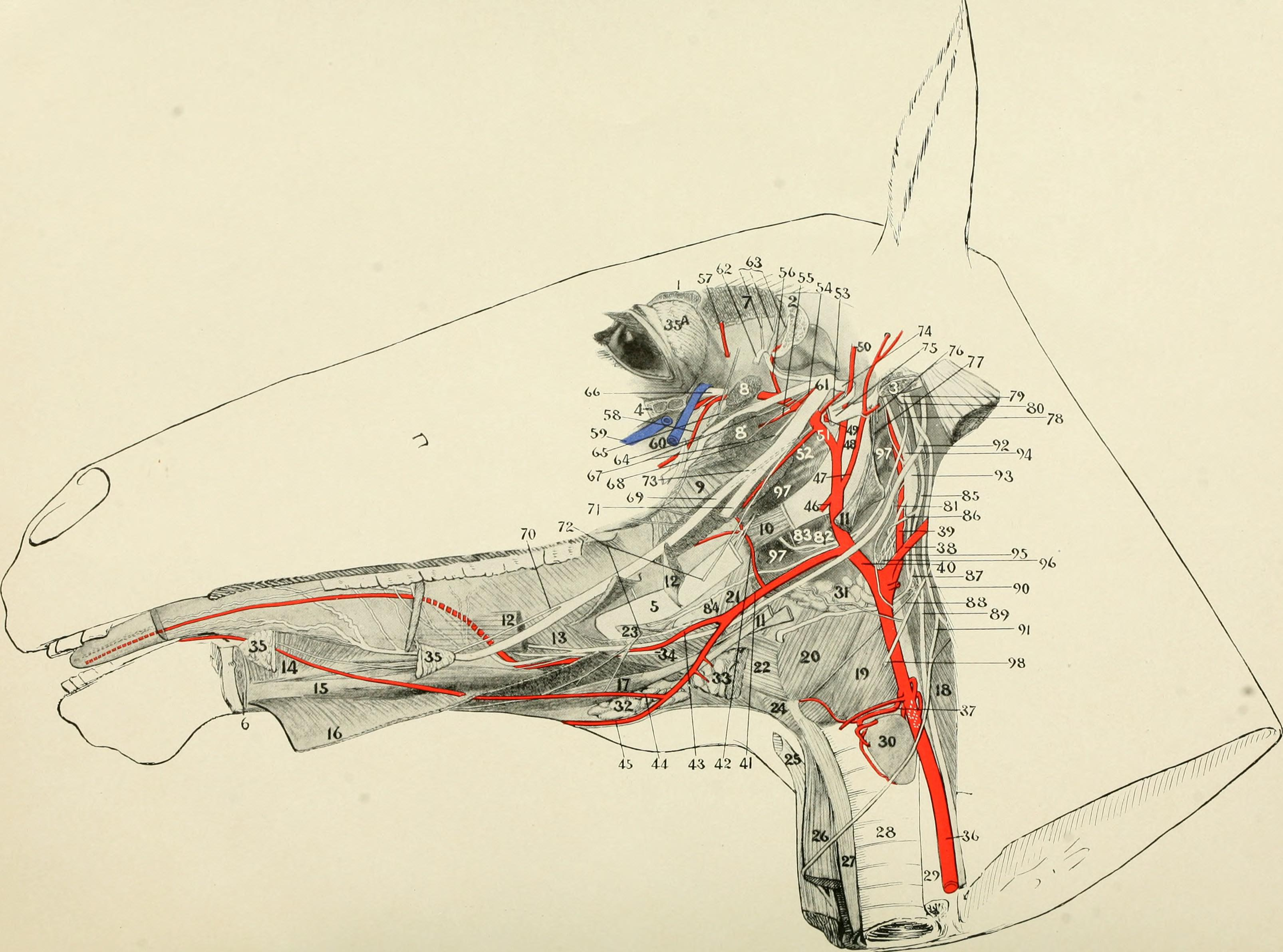
poche gutturale

Les poches gutturales sont de grands diverticules du tube auditif contenant entre 300 et 600 ml d'air. Ils sont présents chez les mammifères à doigts impairs, certaines chauves-souris, les hyrax et la souris forestière américaine. Ils sont appariés bilatéralement, juste en dessous des oreilles, derrière le crâne, et se connectent au nasopharynx.
En raison de l'inaccessibilité générale de ces poches gutturales chez les chevaux, ils peuvent être une zone d'infection par des champignons et des bactéries, infections potentiellement extrêmement graves et difficiles à traiter. La condition prédispose les jeunes chevaux à l'infection, souvent avec un gonflement sévère, et nécessite une intervention chirurgicale. La poche gutturale est également le siège de l'infection par la gourme équine.

## Structure
Les poches gutturales sont situées derrière la cavité crânienne, caudalement au crâne et sous les vertèbres de l'atlas (C1). Elles sont entourées par les glandes salivaires parotide et mandibulaire et les muscles ptérygoïdes. La partie ventrale repose sur le pharynx et le début de l'œsophage, les ganglions lymphatiques rétropharyngiens situés entre la paroi ventrale et le pharynx. Les poches gauche et droite sont séparées par les muscles longs de la tête et les muscles  dorsomédiaux. Sous ces muscles, les deux poches fusionnent pour former un septum médian.